# Comil Condottiere
O Comil Condottiere foi uma série de carrocerias de ônibus rodoviários, apropriados para médias e longas distâncias, fabricada pela empresa brasileira Comil. Foi produzido entre 1988 e 1998.

## Generalidades
O Condottiere foi lançado para substituir os modelos Jumbo, Delta, Columbia e o recém lançado Palladium, sendo o último com desenho muito semelhante. Fabricada sobre os chassis Mercedes-Benz, Volkswagen, Scania, Volvo e Ford, foram disponibilizados os modelos ST, 3.20, 3.40 e 3.60. Os números são referentes as alturas correspondentes de cada modelo produzido.

## História
O Condottiere foi lançado em 1988, pouco antes da Comil inaugurar a sua nova fábrica em Erechim. O modelo que se somava a linha de rodoviários da marca, voltado a médias e longas distâncias e também turismo. O ônibus foi apresentado sobre chassis Mercedes-Benz OF, porém estava apto a equipar qualquer outra base, com motor dianteiro ou não.
Utilizando a mesma estrutura e janelas do Palladium, o novo modelo, que lembrava o rodoviário Viaggio, da Marcopolo, tinha linhas mais fluidas e melhor visibilidade para o motorista, obtida através da ampliação do para-brisa e redução das colunas dianteiras. Em 1989, ano em que completou 1.000 unidades produzidas (cerca de 80% rodoviárias), a Comil procedeu a algumas alterações estéticas no Condottiere (novo desenho da dianteira, sem alteração dos para-brisas, e transferência dos faróis para o para-choque).
No ano seguinte lançou a versão ST (standard), para operação em terrenos difíceis, em substituição ao antigo modelo Continental; para isto, o Condottiere teve a estrutura reforçada e as saias laterais elevadas até a altura do eixo. No final dos anos 90 o modelo é descontinuado juntamente com o Gallegiante dando lugar ao Campione, que ganha a versão low driver (HD), até então inédita na marca.

## Modelos fabricados
O Condottiere foi fabricado entre 1988 e 1998 em três versões:
- ST (abreviação para standard): lançado em 1989 substituindo o modelo Continental, foi o menor modelo lançado tendo portanto o mais curto tempo de produção dos Condotiere. Era o menor modelo da linha e também o mais baixo. Por ser o menor tinha função mais voltada a trajetos em terrenos difíceis.
- 3.20: lançado em 1988, era o menor modelo da linha e também o mais baixo até o lançamento do modelo ST, com 3,20 metros de altura, como indica o nome desta versão. Por ser um dos menores tinha função mais voltada a trajetos de curta duração e também fretamento.
- 3.40: foi o segundo modelo da linha a ser lançado, em meados de 1988. Com 3,40 metros de altura, era o modelo intermediário e tinha finalidade semelhante ao modelo 3.60, voltado a deslocamentos médios e longos. Teve vários modelos com eixo avançado.
- 3.60: modelo mais alto, com 3,60 metros de altura, e mais requintado. Assim como os modelos 3.20 e 3.40, foi lançado em 1988. Único modelo da linha Condottiere que tinha porta central de acesso dos passageiros e também teve algumas unidades fabricadas com porta de acesso do motorista.